# Дунавска паклара
Дунавска паклара (Eudontomyzon danfordi) је вијун из реда Petromyzontiformes.

## Распрострањење
Ареал врсте покрива средњи број држава. Врста има станиште у Мађарској, Румунији, Украјини, Словачкој, Пољској и Србији.

## Опис
Дунавска паклара може нарасти до дужине од 35цм, а тело јој је издужено тако да личи као риба јегуља.Она не поседује чељусти у класичном смислу, заправо су јој уста окружена са оралним плочама које имају више малих зуба. Тело је најдебље у средишњем делу тела овог представника. Средишњи зуби су најдужи на лингвиналној плочи. Испод инфраоралне плоче постоји један континуирани низ рожних зубића.
У устима има плочице од хрскавице међу којима она у средини има од 9 до 13 зуба. Ово је једна од карактеристика која је разликује од осталих паклара.
Иза очију се налази седам шкржних отвора. Дуж друге половине леђа се простиру два леђна пераја.

## Станиште
Станиште врсте су слатководна подручја. Врста је присутна на подручју реке Дунав у Европи. Може да се нађе у рекама Тиса и Тамиш.
Осим Дунава, њена подврста E. d. stankokaramani (Karaman, 1974) настањује и Бели Дрим.
Ток миграције овог представника су само у оквиру реке коју настањује. Период у ком се мрести је април-мај. Најчешће је то на песковитој подлози, у гнезду које формирају обе родитељске јединке. Из јаја се формирају ларве које су прилагођене томе да 3-4 године живе једним делом тела у песку. Њихова исхрана је искључиво филтрациона. Када достигну око 19цм дужине долази до метаморфозе. Ови субадулти постају ектопаразити других врста риба и водоземаца све до следећег мреста.Адулти се хране живим или мртвим јединкама других врста риба односно убијају их хранећи се њиховим ткивом или чак уколико су мањи представници могу да их прогутају.

## Угроженост
Ова врста није угрожена, и наведена је као последња брига јер има широко распрострањење.